# Rally d'Estonia

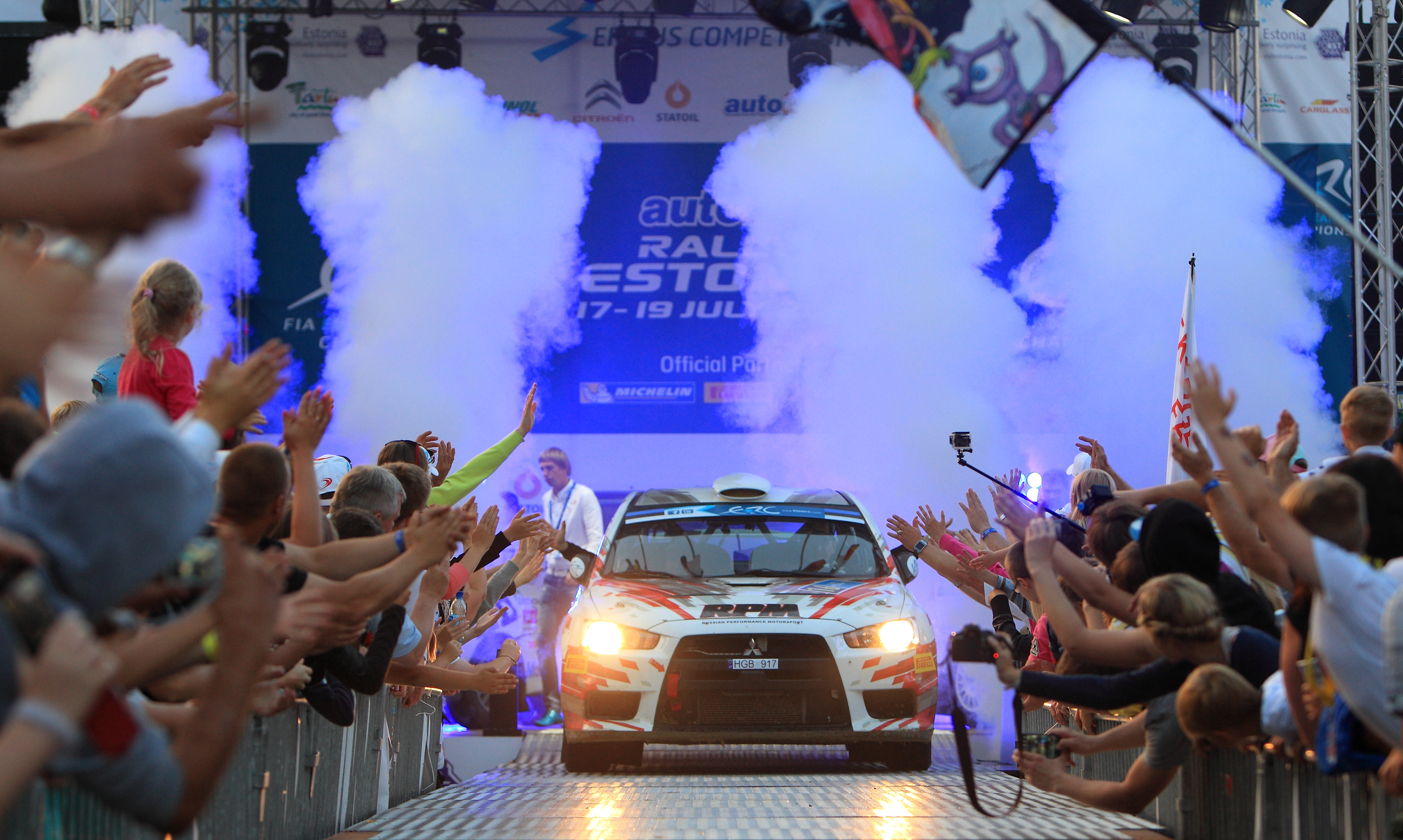
Una Mitsubishi Lancer Evo X, durante l'edizione del 2018

Il Rally d'Estonia (ufficialmente denominato Rally Estonia), è una prova rallistica che si svolge in Estonia a partire dal 2010; l'edizione 2020 fu valida come quarto appuntamento del campionato del mondo rally. La competizione è basata nell'area attorno alle città di Otepää e Tartu, nel sud est del paese baltico, e si disputa su fondo sterrato.

## Storia

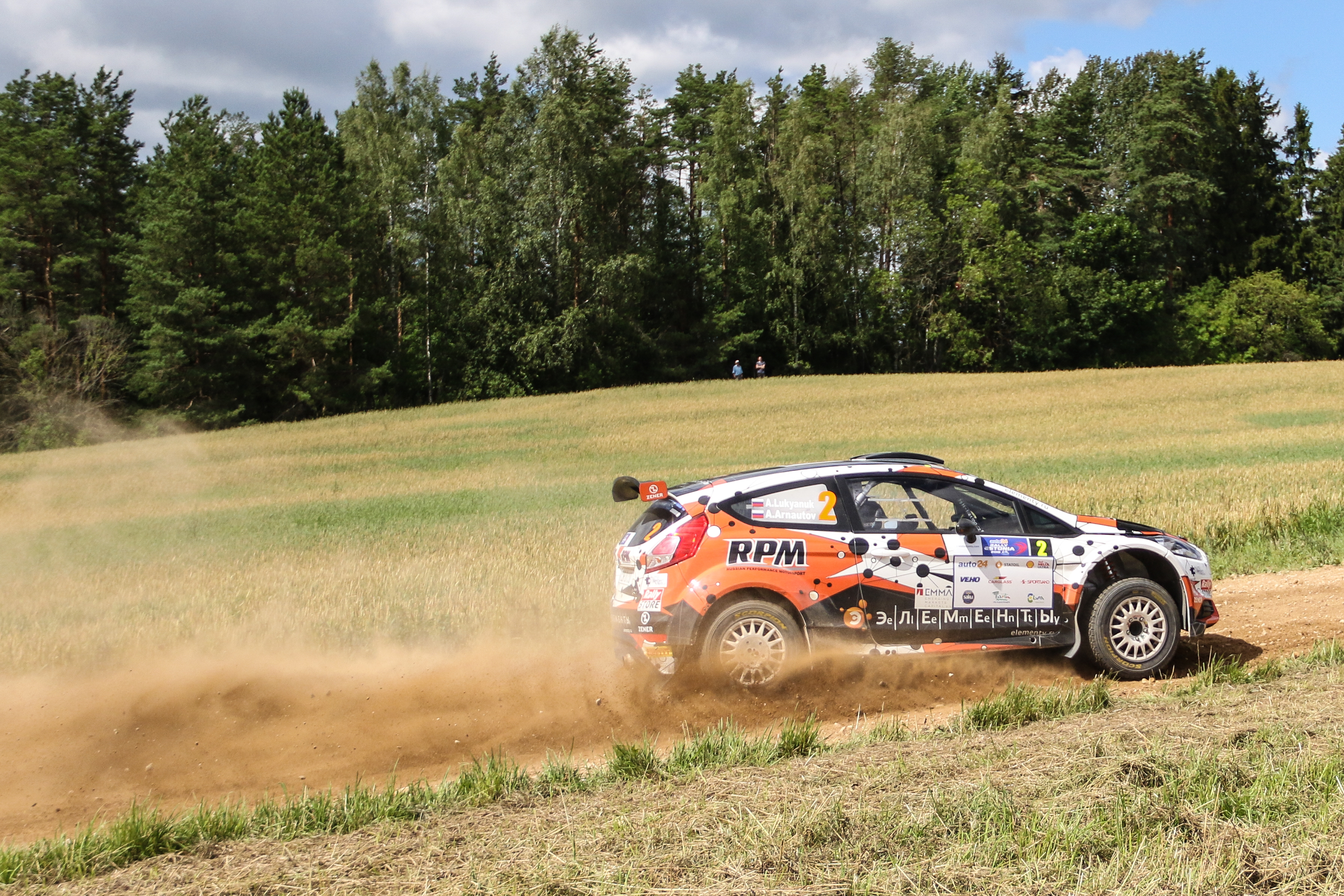
Aleksej Luk'janjuk durante l'edizione del 2016

La prima edizione si svolse nel 2010 e fu vinta dal pilota di casa Markko Märtin. Sino al 2013 era valida per il campionato estone a dal 2014 al 2016 fece parte anche del campionato europeo.
Nel 2020 venne inserita per la prima volta nel calendario del mondiale WRC, da disputarsi  ai primi di settembre come "gara di riapertura" dopo i sei mesi di stop che sono seguiti alla diffusione della pandemia del COVID-19. La gara è stata vinta dalla coppia estone formata dai campioni del mondo in carica Ott Tänak e Martin Järveoja, su Hyundai i20 Coupe WRC della scuderia ufficiale Hyundai. Lo stesso Tänak è inoltre il pilota che ha vinto più edizioni (quattro) del rally estone, seguito dal norvegese Mads Østberg, fermo a quota due successi.

## Edizioni
| Anno | Denominazione                | Vincitori                           | Auto                          | Scuderia                   | Validità      |
| ---- | ---------------------------- | ----------------------------------- | ----------------------------- | -------------------------- | ------------- |
| 2010 | 1. Mad-Croc Rally Estonia    | Markko Märtin Kristo Kraag          | Ford Focus RS WRC 03          | MM Motorsport              | –             |
| 2011 | 2. auto24 Rally Estonia      | Mads Østberg Jonas Andersson        | Ford Fiesta RS WRC            | Adapta AS                  | –             |
| 2012 | 3. auto24 Rally Estonia      | Mads Østberg Jonas Andersson        | Ford Fiesta RS WRC            | Adapta World Rally Team    | –             |
| 2013 | 4. auto24 Rally Estonia      | Georg Gross Raigo Mõlder            | Ford Focus RS WRC 08          | OT Racing                  | –             |
| 2014 | 5. auto24 Rally Estonia      | Ott Tänak Raigo Mõlder              | Ford Fiesta R5                | MM Motorsport              | ERC           |
| 2015 | 6. auto24 Rally Estonia      | Aleksej Luk'janjuk Aleksej Arnautov | Mitsubishi Lancer Evo X       | Sports Racing Technologies | ERC           |
| 2016 | 7. auto24 Rally Estonia      | Ralfs Sirmacis Māris Kulšs          | Škoda Fabia R5                | Chervonenko Racing         | ERC           |
| 2017 | non disputato                | non disputato                       | non disputato                 | non disputato              | non disputato |
| 2018 | 8. Shell Helix Rally Estonia | Ott Tänak Martin Järveoja           | Toyota Yaris WRC              | Toyota Gazoo Racing WRT    | –             |
| 2019 | 9. Shell Helix Rally Estonia | Ott Tänak Martin Järveoja           | Toyota Yaris WRC              | Toyota Gazoo Racing WRT    | –             |
| 2020 | 10. Rally Estonia            | Ott Tänak Martin Järveoja           | Hyundai i20 Coupe WRC         | Hyundai Shell Mobis WRT    | WRC           |
| 2021 | 11. Rally Estonia            | Kalle Rovanperä Jonne Halttunen     | Toyota Yaris WRC              | Toyota Gazoo Racing WRT    | WRC           |
| 2022 | 12. Rally Estonia            | Kalle Rovanperä Jonne Halttunen     | Toyota GR Yaris Rally1 Hybrid | Toyota Gazoo Racing WRT    | WRC           |
| 2023 | 13. Rally Estonia            | Kalle Rovanperä Jonne Halttunen     | Toyota GR Yaris Rally1 Hybrid | Toyota Gazoo Racing WRT    | WRC           |
| 2024 | 14. Delfi Rally Estonia      | Georg Linnamäe James Morgan         | Toyota GR Yaris Rally2        | RedGrey Team               | ERC           |
| 2025 | 15. Delfi Rally Estonia      | Oliver Solberg Elliott Edmondson    | Toyota GR Yaris Rally1        | Toyota Gazoo Racing WRT    | WRC           |

## Statistiche[2]

### Vittorie
| Pos. | Pilota          | N° vittorie |
| ---- | --------------- | ----------- |
| 1    | Ott Tänak       | 4           |
| 2    | Kalle Rovanperä | 3           |
| 3    | Mads Østberg    | 2           |

| Pos. | Copilota        | N° vittorie |
| ---- | --------------- | ----------- |
| 1    | Martin Järveoja | 3           |
| 1    | Jonne Halttunen | 3           |
| 3    | Jonas Andersson | 2           |
| 3    | Raigo Mõlder    | 2           |

| Pos. | Costruttore | N° vittorie |
| ---- | ----------- | ----------- |
| 1    | Toyota      | 7           |
| 2    | Ford        | 5           |
| 3    | Mitsubishi  | 1           |
| 3    | Škoda       | 1           |
| 3    | Hyundai     | 1           |

### Podi
| Pos. | Pilota             | N° podi |
| ---- | ------------------ | ------- |
| 1    | Ott Tänak          | 6       |
| 2    | Craig Breen        | 3       |
| 2    | Aleksej Luk'janjuk | 3       |
| 2    | Kalle Rovanperä    | 3       |

| Pos. | Copilota         | N° podi |
| ---- | ---------------- | ------- |
| 1    | Martin Järveoja  | 5       |
| 2    | Aleksej Arnautov | 3       |
| 2    | Raigo Mõlder     | 3       |
| 2    | Jonne Halttunen  | 3       |